# Каспійсько-Гірканські мішані ліси
Каспійсько-Гірканські мішані ліси (перс. جنگل های کاسپینی هیرکانی; азерб. Hirkan meşələri; ідентифікатор WWF: PA0407) — палеарктичний екорегіон помірних широколистяних та мішаних лісів, розташований на південному узбережжі Каспійського моря, на території Північного Ірану та південно-східного Азербайджану, зокрема в регіоні давньої Гірканії. Визначається високим рівнем біорізноманіттям та ендемізму. 5 липня 2019 року частину цього унікального масиву рівнинних і гірських лісів, розташовану на території Ірану, було внесено до списку Світової спадщини ЮНЕСКО.

## Географія
В Ірані Гірканські ліси розташовані на прибережній рівнині на південь від Каспійського моря та на північних схилах Ельбурсу. Вони охоплюють частини п'яти провінцій Ірану, зокрема частину Північного Хорасану, південні та південно-західні райони Голестану, включно зі східними районами Горганської рівнини, а також частини Мазендерану, Ґіляну та Ардебілю. Національний парк Голестан та ліс Шастколатех розташовані в провінціях Голестан та Мазендеран, а ліси Масулех, Галех-Рудхан та Астара — в провінціях Ґілян та Ардебіль. Частина з цих лісів використовується в сільському господарстві, частина знаходиться під захистом. В горах Ельбурс Каспійсько-Гірканські мішані ліси переходять в екорегіон ельбурського лісостепу.
На південному сході Азербайджану екорегіон включає Ленкоранську низовину та Талишські гори. На цій території у 2004 році був заснований Гірканський національний парк, який повністю розташований в межах Ленкоранського та Астаринського районів Азербайджану. Спочатку Гірканський національний парк займав території Гірканського державного заповідника, створеного в 1936 році. У 2008 році його територія була збільшена вдвічі.

## Клімат
У низовинах екорегіону переважає вологий субтропічний клімат, на середніх висотах — морський клімат, а в горах — вологий континентальний клімат. Середня температура становить 14 °C. Літо відносно вологе, однак опадів випадає мало. Гори Ельбурсу, найвищі в Західній Азії, формують орографічні опади, тумани і росу. Річна кількість опадів коливається від 900 мм на сході регіону до 1600 мм на заході. Висока вологість призвела до формування в регіоні дощових лісів помірної зони, що є набагато пишнішими, ніж ліси сусідніх пустельних і напівпустельних регіонів, з якими вони межують.

## Флора
Основними лісовими угрупованнями екорегіону є широколистяні листопадні ліси. Близько 32,7 % площі гірканських лісів представлені лісами східного бука (Fagus orientalis). Визначною особливістю регіону є майже повна відсутність хвойних порід дерев; присутні лише реліктові види, зокрема звичайний тис (Taxus baccata), яловці (Juniperus spp.), горизонтальний вічнозелений кипарис (Cupressus sempervirens var. horizontalis) та східна китайська туя (Platycladus orientalis).
Колись прибережні рівнини, розташовані на південь від Каспійського моря, були вкриті широколистяними лісами, де росли каштанолисті дуби (Quercus castaneifolia), вічнозелені самшити (Buxus sempervirens), чорні вільхи (Alnus glutinosa subsp. barbata), кавказькі вільхи (Alnus subcordata), кавказькі тополі (Populus alba var. caspica) та кавказькі лапини (Pterocarya fraxinifolia). Ці ліси наразі майже повністю знищені, а на їх місці з'явилися міста та сільськогосподарські угіддя.
На схилах Талишських гір та гір Ельбурс на висоті до 700 м над рівнем моря ростуть різноманітні вологі ліси, де зустрічаються каштанолисті дуби (Quercus castaneifolia), звичайні граби (Carpinus betulus), ендемічні перські залізні дерева (Parrotia persica), граболисті дзелькви (Zelkova carpinifolia), іранські альбіції (Albizia julibrissin) та звичайна хурма (Diospyros lotus), кущі гірканського падубу (Ilex hyrcana), гірканського мишачого терену (Ruscus hyrcanus), гіллястої данаї (Danae racemosa) і блідоцвітої беладони (Atropa pallidiflora), а також ліани високого смілакса (Smilax excelsa) і плюща Пастухова (Hedera pastuchowii).
На оповитих хмарами і туманами схилах гір на висоті від 700 до 1500 м над рівнем моря домінуючою породою дерев є східний бук (Fagus orientalis). Буки утворюють як чисті, так і змішані насадження разом з іншими цінними породами листяних дерев, зокрема з каштанолистими дубами (Quercus castaneifolia), кавказькими дубами (Quercus macranthera), звичайними грабами (Carpinus betulus), східними грабами (Carpinus orientalis) та їстівними каштанами (Castanea sativa). За своїм флористичним складом ці букові ліси є подібні до лісів Європи, зокрема до букових лісів Балкан. Однак локальні особливості експозиції та ґрунтів, такі як їх вологість та глибина, мають важливе значення для формування різних субугруповань бука.
У високогір'ях та в субальпійській зоні ростуть кавказькі дуби (Quercus macranthera), східні граби (Carpinus orientalis), різноманітні чагарники і напівчагарники та трав'янисті рослини. На найвищих вершинах поширені альпійські луки та гірська тундра.
Серед поширених в регіоні видів дерев слід також навести каспійську гледичію (Gleditsia caspica), оксамитовий ясен (Acer velutinum), каппадокійський клен (Acer cappadocicum), звичайний ясен (Fraxinus excelsior), шорсткий в'яз (Ulmus glabra), черешню (Prunus avium), береку (Sorbus torminalis) та широколисту липу (Tilia platyphyllos).

## Фауна
Серед поширених в регіоні ссавців слід навести дику свиню (Sus scrofa), вовка (Canis lupus), звичайного шакала (Canis aureus), очеретяного кота (Felis chaus), кавказького борсука (Meles canescens) і річкову видру (Lutra lutra), а також євразійську рись (Lynx lynx), бурого ведмедя (Ursus arctos) та рідкісного анатолійського леопарда (Panthera pardus tulliana). Раніше головним хижаком регіону був каспійський тигр (Panthera tigris virgata), однак він вимер.
У Каспійсько-Гірканських мішаних лісах мешкає велика кількість птахів. Також вони є важливим місцем відпочинку перелітних птахів, що мігрують з Євразії до Африки. Тут зустрічаються сірі гуски (Anser anser), білолобі гуски (Anser albifrons), хохітви (Tetrax tetrax), бурі коровайки (Plegadis falcinellus), білі косарі (Platalea leucorodia), звичайні кваки (Nycticorax nycticorax), червоноволі казарки (Branta ruficollis), сапсани (Falco peregrinus), кучеряві пелікани (Pelecanus crispus), єгипетські чаплі (Bubulcus ibis), жовті чаплі (Ardeola ralloides), рожевокрилі фламінго (Phoenicopterus roseus), білоголові савки (Oxyura leucocephala) та прикаспійські улари (Tetraogallus caspius)

### Ендемічні види
Гірканські ліси слугували рефугіумом для різних видів рослин і тварин під час несприятливих змін клімату, що призводило до формування ендемічних видів. Прикладом такого виду є іранський вовчок (Glis persicus). Цей вид гризунів виник, коли кліматичні зміни в середині міоцену призвели до фрагментації ареалу предків вовчка. Одна з популяцій вижила в гірканських лісах і виокремилася в окремий вид. Іншими ендеміками регіону є гірканські нічниці (Myotis hyrcanicus), гірканські житняки (Apodemus hyrcanicus) та ящірки Штейнера (Darevskia steineri). Також в регіоні мешкає унікальна популяція білочеревої білозубки (Crocidura leucodon), яка відокремилася від інших популяцій у середині плейстоцену, приблизно 1 млн років тому, однак ще не сформувала окремий вид.

## Збереження
Оцінка 2017 року показала, що 7068 км², або 13 % екорегіону, є заповідними територіями. Природоохоронні території включають: Національний парк Голестан, Заповідник Джахан-Нама, заповідник Центрального Ельбурсу, Заповідник Лісар і Заповідник Сіах-Кешім в Ірані, а також Кизилагацький заповідник, Зувандський заповідник та Гірканський національний парк в Азербайджані.